# 拉梅薩 (哥倫比亞)

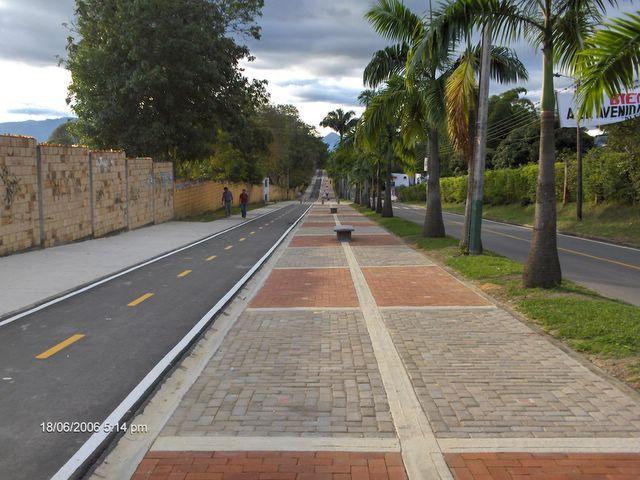

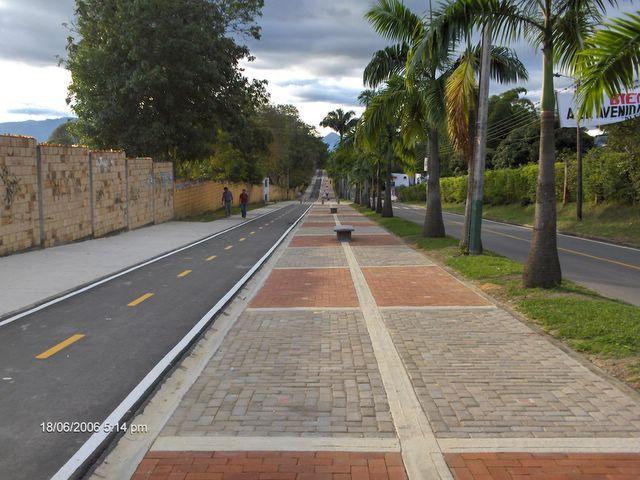

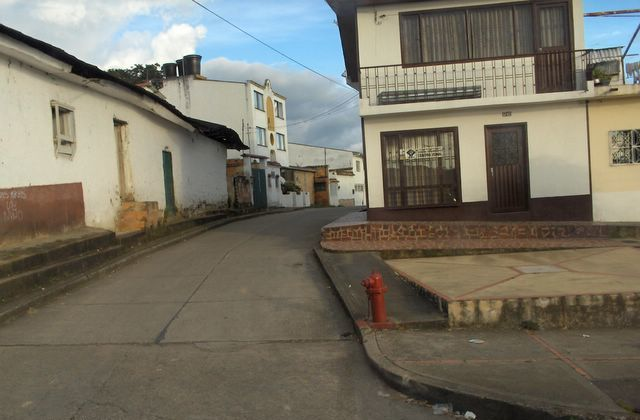

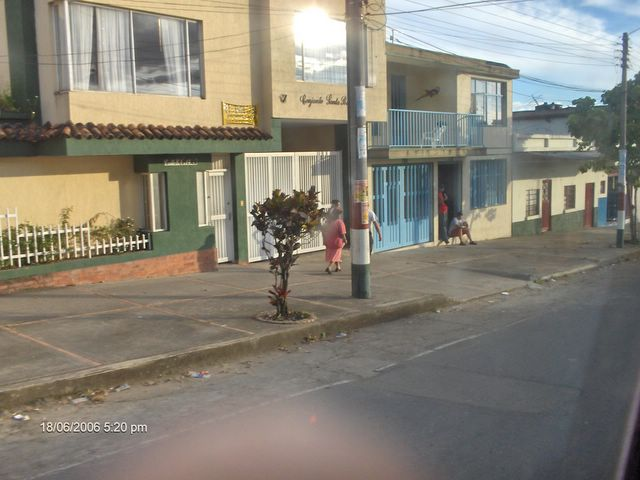

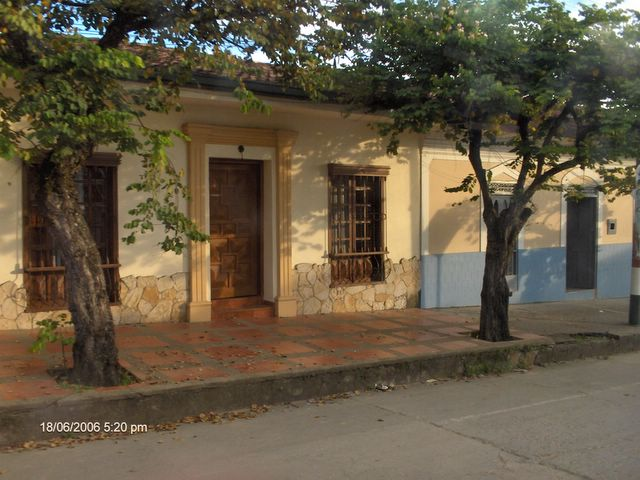

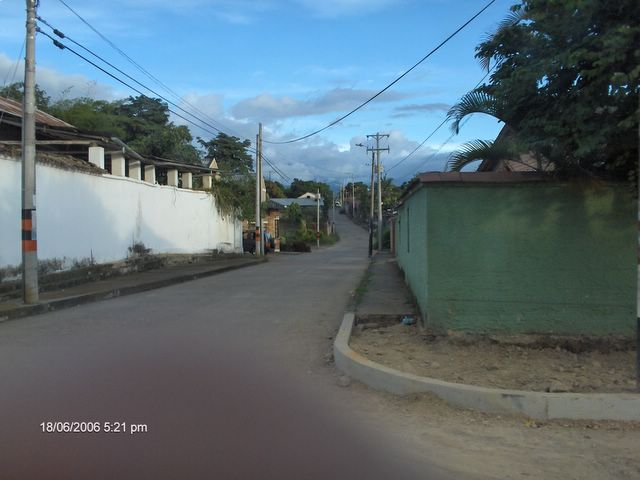

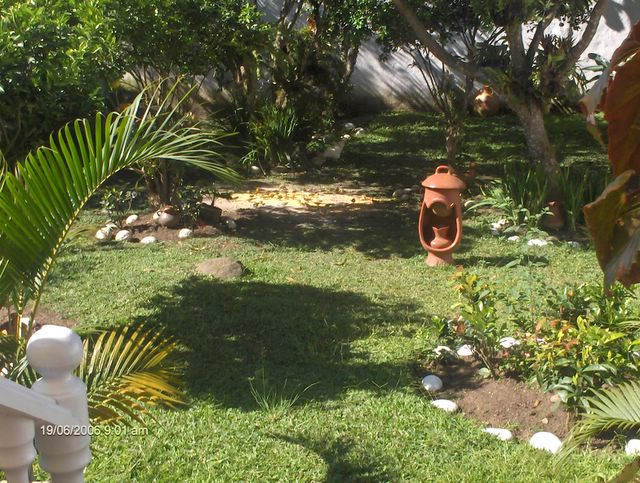

拉梅薩是哥倫比亞的城鎮，位於該國中部，由昆迪納馬卡省負責管轄，距離首都波哥大62公里，始建於1777年，面積148平方公里，海拔高度1,200米，2006年人口26,699。

## 外部連結
- Population, Retrieved on 2008-07-17.
- （西班牙文） Government of Cundinamarca - La Mesa